# Brachys lineatus
Brachys lineatus' es una especie de escarabajo barrenador metálico del género Brachys, categorizada en la tribu Trachyini, de la subfamilia Agrilinae. 

## Taxonomía
Fue descrita científicamente por Kerremans en 1897.
Tratamiento taxonómico
La especie aparece registrada y publicada en Contribution a l'étude de la faune intertropicale Américaine. Voyages de M. E. Gounelle au Brésil. Buprestides. Mémoires de la Société entomologique de Belgique 6:1-146. (1897).